# Pierres de Lecq

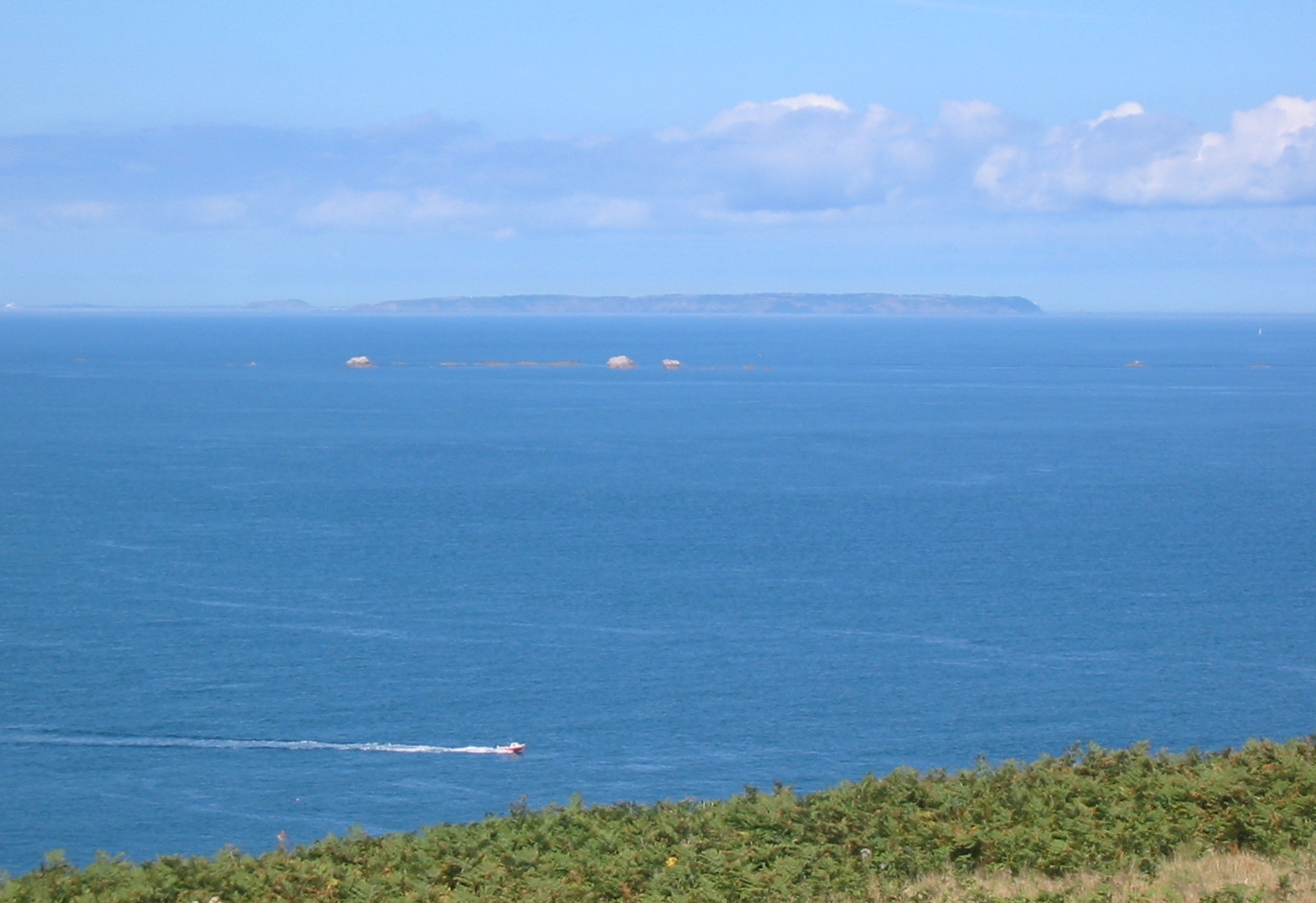
Pierres de Lecq (hoặc Paternoster) khi thủy triều lên nhìn từ Jersey về phía Sark. Ba tảng đá có thể nhìn thấy là La Vouêtaîthe, La Grôsse và L'Êtaîthe

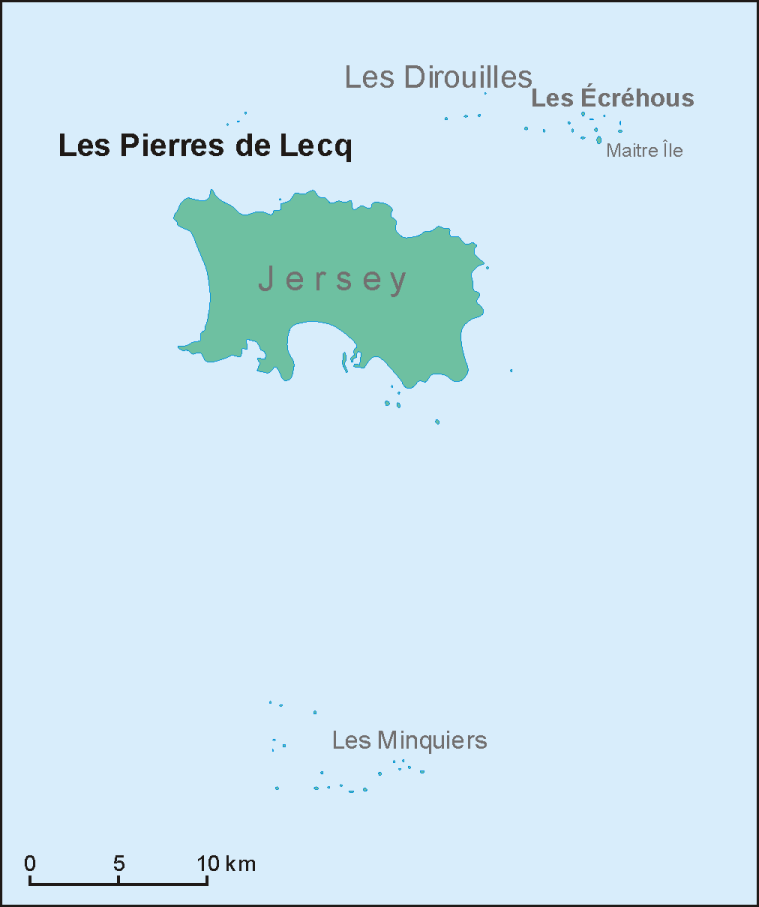
Bản đồ vị trí của Les Pierres de Lecq

Les Pierres de Lecq (tiếng Jèrriais: Les Pièrres dé Lé) hay Paternosters là một nhóm đá hoặc rạn san hô không thể ở được, thuộc Địa hạt Jersey, nằm giữa Jersey và Sark, cách Grève de Lecq ở Giáo xứ Saint Mary 6 km (3,7 mi) về phía Bắc, và cách Bán đảo Contentin của Pháp 22,4 km (13,9 mi) về phía Tây. Chỉ có ba hoặc bốn tảng đá có thể nhìn thấy khi thủy triều lên: L'Êtaîthe (Đá phía đông), La Grôsse (tảng lớn) và La Vouêtaîthe (Đá phía Tây). Khu vực này có một trong những biên độ thủy triều lớn nhất thế giới, đôi khi lên tới 12 m (40 ft).
Cái tên "Paternosters" gắn liền với một truyền thuyết liên quan đến quá trình thuộc địa của Sark vào thế kỷ XVI. Theo truyền thuyết này, một chiếc thuyền chở đầy phụ nữ và trẻ em đã bị đắm bởi đá ngầm và thỉnh thoảng người ta vẫn nghe thấy tiếng khóc của họ trong gió. Những thủy thủ mê tín sẽ đọc Lời cầu nguyện của Chúa khi đi qua Les Pierres de Lecq, do đó nó có tên là Paternosters.